# Cartine corte
Cartine corte è un singolo del rapper italiano Salmo, pubblicato il 9 maggio 2025 come secondo estratto dal settimo album in studio Ranch.

## Descrizione
Il brano, scritto dallo stesso rapper con Riccardo Puddu, in arte Verano, è prodotto da Nicola Lazzarin, in arte Cripo.

## Video musicale
Il video musicale, diretto dagli YouNuts!, duo composto da Antonio Usbergo e Niccolò Celaia, e prodotto da Maestro, è stato pubblicato in concomitanza all'uscita del brano attraverso il canale YouTube del rapper.

## Tracce
1. Cartine corte – 2:28

## Classifiche
| Classifica (2025) | Posizione massima |
| ----------------- | ----------------- |
| Italia            | 17                |